# David Don
David Don, född den 21 december 1799 i Forfar, död den 15 december 1841, var en skotsk botaniker. Han var son till George Don den äldre och yngre bror till George Don den yngre. 
Don var professor i botanik vid King's College London mellan 1836 och 1841 och bibliotekarie vid Linnean Society of London mellan 1822 och 1841.
Don beskrev flera av de större barrväxter som upptäcktes vid denna tid. Bland annat har vi från hans hand de första beskrivningarna av amerikansk sekvoja, Abies bracteata, kustgran och Pinus coulteri.
Auktorsnamnet D.Don kan användas för David Don i samband med ett vetenskapligt namn inom botaniken; se Wikipediaartiklar som länkar till auktorsnamnet.